# Kim Hamilton
Kim Hamilton (* 12. September 1932 in Los Angeles, Kalifornien als Dorothy May Aiken; † 16. September 2013 ebenda) war eine US-amerikanische Film-, Fernseh- und Theaterschauspielerin.

## Leben
Hamiltons Karriere als Film- und Fernsehschauspielerin währte mehr als ein halbes Jahrhundert lang, von den 1950er Jahren an bis ins Jahr 2010. Einen ihrer frühesten und bekanntesten Leinwandauftritte hatte sie in Robert Wises Film noir Wenig Chancen für morgen aus dem Jahr 1959, in dem sie an der Seite von Harry Belafonte dessen Frau Ruth Ingram spielte. Einen weiteren solchen Auftritt hatte sie, obwohl nicht in den Credits erwähnt, in Robert Mulligans 1962 veröffentlichten Filmdrama Wer die Nachtigall stört, einer Literaturverfilmung von Harper Lees gleichnamigem Roman, in dem sie Helen, die Frau des von Brock Peters gespielten Charakters Tom Robinson verkörperte. Zu den etlichen weiteren Filmen, in denen sie spielte, zählen The Leech Woman (1960), der Fernsehfilm Mooch (1974) und Body and Soul (1981).
Ihr Fernsehdebüt gab Hamilton 1955 in der Serie The Amos ’n Andy Show als Andys Freundin. Es folgten zahlreiche weitere Auftritte in Fernsehserien, wie etwa in Unglaubliche Geschichten (1960), Ben Casey (1962–1963), Mannix (1967–1974), Raumschiff Enterprise – Das nächste Jahrhundert (1990) und Law & Order (1992, 1996). Auch spielte sie in den Seifenopern General Hospital (1969–1970), Zeit der Sehnsucht (1982) und Springfield Story (1984).
Hamiltons Filmografie umfasst mehr als 80 Film- und Fernsehproduktionen. Zuletzt trat sie 2010 in dem Film The Beginners in Erscheinung.
Als Theaterschauspielerin verkörperte Hamilton die Ruth in Lorraine Hansberrys A Raisin in the Sun bei einer Inszenierung im The Adelphi Theatre in London. In den Vereinigten Staaten war sie auf verschiedensten Bühnen zu sehen. In Los Angeles spielte sie, unter anderem, die Snow in dem Theaterstück The Blacks im Mark Taper Forum und im Ivar Theatre, die Abbie in Eugene O’Neills Desire Under the Elms im Theatre West, die Inez in Jean-Paul Sartres Geschlossene Gesellschaft im Ebony Showcase Theatre und die Titania in William Shakespeares Ein Sommernachtstraum im Inner City Cultural Center. Sie trat auch in anderen Städten des Landes auf, so etwa als Addie in Little Foxes im Walnut Street Theatre, Philadelphia, als Viney in William Gibsons The Miracle Worker im Roundabout Theatre, New York City und als Rose in August Wilsons Fences im Cleveland Play House, Cleveland.
Für ihr Wirken in der Theatre-West-Produktion Like One of the Family, in der auch Paul Winfield zu sehen war, erhielt Hamilton einen NAACP Image Award sowie einen Drama-Logue Award. Im Jahr 2007 wurde sie von der Columbia University für ihr Lebenswerk geehrt.
Hamilton heiratete 1951, im Alter von 18 Jahren, ihren ersten Ehemann Robert Henry Hamilton und bekam mit ihm zwei Kinder. In zweiter Ehe war sie von 1998 bis zu dessen Tod im Jahr 2000 mit dem deutsch-amerikanischen Schauspieler und Musiker Werner Klemperer verheiratet, mit dem gemeinsam sie in den 1990er Jahren auch in einer Inszenierung von Albert Ramsdell Gurneys Bühnenstück Love Letters zu sehen war. Sie selbst starb vier Tage nach ihrem 81. Geburtstag in Los Angeles.

## Filmografie

### Filme
- 1957: Flammen über Afrika (Something of Value)
- 1959: Wenig Chancen für morgen (Odds Against Tomorrow)
- 1960: The Leech Woman
- 1960: The Wizard of Baghdad
- 1962: A Public Affair
- 1962: Wer die Nachtigall stört (To Kill a Mockingbird)
- 1966: Die wilden Engel (The Wild Angels)
- 1967: Me and Benjy (Fernsehfilm)
- 1971: Opa kann’s nicht lassen (Kotch)
- 1973: Starker Verkehr (Heavy Traffic, Stimme)
- 1974: Mooch (Fernsehfilm)
- 1977: The Fat Albert Christmas Special (Fernsehfilm, Stimme)
- 1978: Doctors’ Private Lives (Fernsehfilm)
- 1978: Was soll denn nur mit Vater werden? (A Family Upside Down, Fernsehfilm)
- 1978: Die Dame des Hauses (Lady of the House, Fernsehfilm)
- 1979: Stone (Fernsehfilm)
- 1981: Body and Soul
- 2010: The Beginners

### Fernsehserien
- 1955: The Amos ’n Andy Show
- 1955: Damon Runyon Theater (eine Folge)
- 1957: General Electric Theater (eine Folge)
- 1958: The Thin Man (eine Folge)
- 1960: Unglaubliche Geschichten (The Twilight Zone, eine Folge)
- 1961: Whiplash (eine Folge)
- 1961: Polizeirevier 87 (87th Precinct, eine Folge)
- 1962: Schauplatz Los Angeles (The New Breed, 2 Folgen)
- 1962: Checkmate (eine Folge)
- 1962: Alfred Hitchcock präsentiert (Alfred Hitchcock Presents, eine Folge)
- 1962: Stoney Burke (eine Folge)
- 1962–1963: Ben Casey (2 Folgen)
- 1963: Erwachsen müßte man sein (Leave It To Beaver, eine Folge)
- 1963: 77 Sunset Strip (eine Folge)
- 1963–1964: Meine drei Söhne (My Three Sons, 2 Folgen)
- 1965: Stationsarzt Dr. Kildare (Dr. Kildare, eine Folge)
- 1966: Daniel Boone (eine Folge)
- 1967: Nachdenkliche Geschichten (Insight, 2 Folgen)
- 1967–1974: Mannix (3 Folgen)
- 1969–1970: General Hospital
- 1969, 1972: Twen-Police (The Mod Squad, 2 Folgen)
- 1971: Here’s Lucy (eine Folge)
- 1972, 1975: Sanford and Son (2 Folgen)
- 1973: Police Story (eine Folge)
- 1973: Adam-12 (2 Folgen)
- 1973–1974: Die Rookies (The Rookies, 2 Folgen)
- 1974: Shaft (eine Folge)
- 1974: Es bleibt in der Familie (All in the Family, eine Folge)
- 1974: Chopper 1 – bitte melden (Chopper One, eine Folge)
- 1974: Kojak – Einsatz in Manhattan (Kojak, eine Folge)
- 1974: That’s My Mama (eine Folge)
- 1975: Notruf California (Emergency!, eine Folge)
- 1975: Good Times (eine Folge)
- 1975: Dr. med. Marcus Welby (Marcus Welby, M.D., 2 Folgen)
- 1975: Bronk (eine Folge)
- 1977: Future Cop (eine Folge)
- 1978: Project U.F.O. (eine Folge)
- 1978: Tarzan and the Super 7 (Stimme)
- 1978: Vegas (Vega$, eine Folge)
- 1979: Stone (Pilot)
- 1979: The White Shadow (eine Folge)
- 1980: Quincy (Quincy, M. E., eine Folge)
- 1981: Sanford (eine Folge)
- 1981: Buck Rogers (Buck Rogers in the 25th Century, eine Folge)
- 1982: Zeit der Sehnsucht (Days of Our Lives)
- 1983: Die Jeffersons (The Jeffersons, eine Folge)
- 1983: ABC Weekend Specials (eine Folge)
- 1983–1984: Matt Houston (2 Folgen)
- 1984: Chefarzt Dr. Westphall (St. Elsewhere, eine Folge)
- 1984: Karussell der Puppen (Paper Dolls, eine Folge)
- 1984: Trio mit vier Fäusten (Riptide, eine Folge)
- 1984: Springfield Story (Guiding Light)
- 1985: Gimme a Break! (eine Folge)
- 1985: Imbiß mit Biß (Alice, eine Folge)
- 1986: Simon & Simon (eine Folge)
- 1987: Mann muss nicht sein (Designing Women, eine Folge)
- 1990: Raumschiff Enterprise – Das nächste Jahrhundert (Star Trek: The Next Generation, eine Folge)
- 1991, 1994: In der Hitze der Nacht (2 Folgen)
- 1992, 1996: Law & Order (2 Folgen)
- 1993: Trade Winds (Miniserie, 3 Folgen)
- 1996: Der Klient (The Client, eine Folge)
- 2002: Girlfriends (eine Folge)
- 2002: Practice – Die Anwälte (The Practice, eine Folge)
- 2008: Private Practice (eine Folge)

## Auszeichnungen
- NAACP Image Award für Like One of the Family
- Drama-Logue Award für Like One of the Family
- 2007: Ehrung der Columbia University für ihr Lebenswerk